# Osman Nuri Begeta
Šejh Osman Nuri ef. Begeta (Seonica, ? – Seonica, 1890.), bosanskohercegovački je teolog i šejh nakšibendijskog tarikata bošnjačkog podrijetla, osnivač Tekije u Seonici.  

## Životopis
Osman Nuri Begeta je rođen u Seonici u prvoj polovini 19. stoljeća, gdje je pred svojim ocem Omer–begom stekao temeljno obrazovanje. Kasnije je nekoliko godina učio u medresi u Fojnici pred Arifom ef. Sidkijem, poznatim nakšibendijskim šejhom. Polovinom 19. stoljeća, išao je u Istanbul i tamo dobio idžazet da može vršiti dužnost šejha. 
U blizini svoje kuće u Seonici, oko 1883. godine, sagradio je halvetijsku tekiju, u kojoj je bio njen prvi šejh. Šejh Osman Nuri ef. je bio prvi šejh ove tekije i tu je dužnost vršio do smrti. Ovaj šejh je vršio i imamsku dužnost u džamiji u Gornjoj mahali u Seonici. Pripovjedalo se da je znao perzijski i da je dobro poznavao perzijsku književnost i filozofiju. Osim toga, znao je još arapski i turski jezik. Umro je oko 1890. godine i pokopan u malom mezarju pred predvorjem tekije. 
Uz ruševine tekije i danas se nalazi nišan šejh Osmana Nuri ef. Begete, na kojemu je ispisan sljedeći tekst:
Ostavio je iza sebe tri sina: Numana, Muhameda i Abdullaha. Numan i Muhamed su učili u Sarajevu i pred Prvi svjetski rat su se odselili u Tursku i tamo umrli. Abdullah je umro 1937. u 83. godini života i sahranjen u mezarju pred tekijom.

## Legenda
Postoje priče koje kažu, da je šejh Osman Nurija ef. Begeta bio jako vješt s duhovnim liječenjem. Jednom mu se pojavio čovjek, koji je imao ozbiljne duševne probleme. Šejh je pogledao čovjeka, rekao da ga svežu lancem i ostave kod jednog mosta nadomak Seonice, da tu prenoći. Naredio je, da ga jedan čovjek sve vrijeme iz daljine promatra. Kada je noć pala, ukazala se vojska džina, išli su preko mosta. Vojska je prelazila preko mosta, a onaj što je ju je vodio išao je na kraju. Tada je spazio svezanog čovjeka. Zaustavio je vojsku i krenuo redom da ispituje vojnike koji je štetu nanio tom čovjeku. Kako je krenuo je od kraja prema početku, skoro je cijelu vojsku ispitao, da bi na kraju došao do vojnika koji je na tog čovjeka bacio kletvu. Kada je vojnik objasnio šta mu je čovjek uradio, vojskovođa džina je naredio tom džinu da poništi kletvu, a nakon toga čovjek je ponovo ozdravio.

## Vanjske povezice
- Derviške tekije u Konjicu i okolini  Arhivirana inačica izvorne stranice od 21. ožujka 2021. (Wayback Machine)